# Ryōsuke Sasagaki
Ryōsuke Sasagaki (japanisch 笹垣 亮介 Sasagaki Ryōsuke; * 13. Januar 1985 in der Präfektur Shizuoka) ist ein japanischer Fußballspieler.

## Karriere
Sasagaki erlernte das Fußballspielen in der Jugendmannschaft von Júbilo Iwata und der Universitätsmannschaft der Osaka-Gakuin-Universität. Seinen ersten Vertrag unterschrieb er 2007 bei Ehime FC. Der Verein spielte in der zweithöchsten Liga des Landes, der J2 League. Für den Verein absolvierte er acht Ligaspiele. Ende 2008 beendete er seine Karriere als Fußballspieler.